# Pardosa brunellii
Pardosa brunellii är en spindelart som beskrevs av Lodovico di Caporiacco 1940. Pardosa brunellii ingår i släktet Pardosa och familjen vargspindlar.
Artens utbredningsområde är Etiopien. Inga underarter finns listade i Catalogue of Life.